# TA48
TA48 (ranije 78T i T3) bio je torpedni brod izgrađen od strane austro-ugarske mornarice 1914. Uspješno ga nasljeđuje jugoslavenska mornarica (kao dio 3. torpedne divizije), talijanska mornarica, Ratna mornarica NDH i Njemačka mornarica, a potopljen je 1945. savezničkim bombardiranjem.

## Povijest

### Projekt
Austro-Ugarska je odlučila u ožujku 1910. potpisati ugovor s pomorsko-tehničkim zavodom u Puli oko razvoja nove klase torpiljarki tipa 250 tona. Iako su se predlagale tonaže od 500 i 275 tona, presudila je cijena. Iz promidžbenih razloga projekt je nazvan "pučinska torpiljarka". Nakon neznatnih izmjena plana, u Trstu je izgrađeno osam brodova nove klase (74 T do 91 T). Po istim planovima, brodorgadilište Danubius u Rijeci je sagradilo brodove oznaka od 82 F do 97 F. Inovaciju je predstavljala parna turbina, pomoću koje su mogli razviti veću brzinu.

### Prvi svjetski rat
Kasniji TA 48 završen je prije Prvog svjetskog rata pod imenom "SM Tb 78 T" u Rijeci te je počeo službu 23. kolovoza 1914. Tijekom rata sudjelovao je u manjim okršajima. 9. i 10. lipnja 1918. osiguravao je s pet drugih torpiljarki i jednim razaračem brodove SMS Szent Istvan i SMS Tegetthoff prilikom plovidbe na jug u svrhu planiranog napada na Otrantski baraž. No, dva talijanska torpedna čamca potopila su Szent Istvan u blizini Premude. 78 T je sudjelovao u spašavanju brodolomaca i pokušajima tegljenja Szent Istvana. U kasnijim operacijama preuzeo je dužnost patroliranja i čišćenja mina.

### Između dva rata
Nakon raspada Austro-Ugarske 78 je s tri ostala broda iz svoje klase i četiri druga iz slične klase dodijeljen Kraljevini SHS 1920., koja ga je formalno preuzela 1921. To su bili jedini moderni brodovi mornarice Kraljevine SHS u to doba. Nakon remonta i dogradnje preimenovan je u T-3. U razdoblju do početka rata drugi brodovi iz njegove klase, T-2 (bivši 77) i T-4 (bivši 79) su izgubljeni ili povučeni iz službe. T-3 je zajedno sa svojim sestrinskim brodom T-1 ostao do početka rata, 6. travnja 1941., u aktivnoj službi, u sastavu 3. torpedne divizije.

### Drugi svjetski rat
Tijekom Travanjskog rata, T3 se nalazio u Šibeniku. 13. travnja posada se pobunila, otkazala poslušnost i izvjesila hrvatsku zastavu. Nakon raspada Jugoslavije obje torpiljarke (T1 i T3) su zarobljene 17. travnja, a preuzela ih je talijanska mornarica te ih je koristila u svrhu zaštite obale. T3 je tada prebojan u maskirne boje. Nakon kapitulacije Italije, 16. rujna 1943. Nijemci zarobljavaju T3 u Rijeci i ukrcavaju svoju posadu. Nakon manjih popravaka 16. listopada 1943. službeno ga preuzima Kriegsmarine pod oznakom TA48. Nakon popravaka i zamjene naoružanja predan je Hrvatskoj mornarici. Prilikom remonta uklonjeni su mu svi torpedni aparati, a naoružan je s topovima kalibra 37 i 20 mm. Zbog toga više formalno nije mogao nositi oznaku "T" odnosno "TA" (Torpedoboot-Ausland), jer nije imao nikakvo torpedno naoružanje. Službena primopredaja mornarici NDH uslijedila je 15. kolovoza 1944. zajedno s eskortnim brodom, prerađenim putničkim brodom G104 (bivšim "Salvore") i šest KS motornih čamaca (brzih obalnih brodova). Unatoč primopredaji, T3 je službeno i dalje bio podređen 2. eskortnoj flotili (2. Geleitflottille) 11. njemačke zaštitne divizije (11. Sicherungsdivision). Zapovjednikom je postao kapetan bojnog broda Gjuro Štrcaj.
Nakon bijega čamca KS-5 partizanima (dok su ostali brodovi planirali bijeg) 13. prosinca 1944. T3 i sve ostale brodove ponovno je preuzela Kriegsmarine. Kapetan bojnog broda Gjuro Štrcaj, kao i svi zapovjednici KS brodova, izveden je pred vojni sud zbog dezerterstva i planova bijega, no proglašeni su nedužnim i oslobođeni. Unatoč tome što je ušao u sastav Kriegsmarine, TA48 je do svog potapanja zadržao svoju hrvatsku posadu. Štrcaja su mnogo puta partizani nagovarali na prelazak na njihovu stranu s brodom, što je on više puta odbio. Zbog toga je nakon rata osuđen na smrt i smaknut. TA 48 je potopljen 20. veljače 1945. u Trstu u napadu savezničkih zrakoplova.

### Olupina
10. svibnja 1946. olupina je izvađena iz mora, a sljedeće godine je prodana tvrtki Tomšić & Co. 1948./49. olupina TA 48 je razrezana u Trstu.